# John Clawson
John Richard Clawson (Duluth, 15 maggio 1944 – 15 dicembre 2018) è stato un cestista statunitense, professionista nella ABA.

## Carriera
Con gli Stati Uniti disputò i Campionati mondiali del 1967 e i Giochi olimpici di Città del Messico 1968.

## Palmarès
- Campionato ABA: 1

Oakland Oaks: 1969
- Campione AAU (1968)